# Paul Johann Ludwig von Heyse
Paul Johann Ludwig von Heyse (Berlín, 1830 - Múnic, 1914) fou un escriptor alemany guardonat amb el Premi Nobel de Literatura l'any 1910.

## Biografia
Va néixer el 15 de març del 1830 a la ciutat de Berlín, fill del filòleg Karl Wilhelm Ludwig Heyse, en una família de religió jueva. Va estudiar llengües clàssiques a la Universitat de Berlín i Bonn amb la intenció de ser professor de filologia, però l'èxit de la seva novel·la Novellon l'any 1855 el va dur a dedicar-se exclusivament a la literatura.
L'any 1910, li fou concedit el Premi Nobel de Literatura com a tribut de l'art consumat, impregnat amb l'idealisme, que ha demostrat durant la seva productiva carrera com a poeta, dramaturg, novel·lista i escriptor líric d'històries curtes de gran renom arreu del món.
Durant la seva estada a Berlín, fou membre del grup poètic Tunnel über der Spree, i a Múnic formà part del grup Krokodil, ciutat on morí el 2 d'abril del 1914.

## Obra seleccionada
- 1850: Franziska von Rimini
- 1852: Spanisches Liederbuch
- 1855: Novellon
- 1859: Vier neue Novellon
- 1859: Die Sabinerinnen
- 1862: Ludwig der Bayer
- 1862: Andreea Delfin
- 1864: Neue Novellon
- 1871: Ein neues Novellenbuch
- 1872: Gedichte
- 1873: Kinder der Welt
- 1879: Das Ding au sich
- 1889: Verse aus Italien
- 1883: Das Buch der Freudschaft
- 1892: Merlin
- 1895: Melusine
- 1884-1898: Neuer deutscher Novellenschatz
- 1889-1905: Italienische Dichter seit der Mitte des 18, Jabrhunderts
- 1906: Victoria Regia
- 1908: Gegen den Strom
- 1909: Die Geburt der Venus
- 1914: Letzte Novellen

## Música
- El compositor alemany Theodor Raillard (1864-1929) va posar música a diverses obres d'Heyse.